# Eisenbahnunfall auf dem Fiumarella-Viadukt

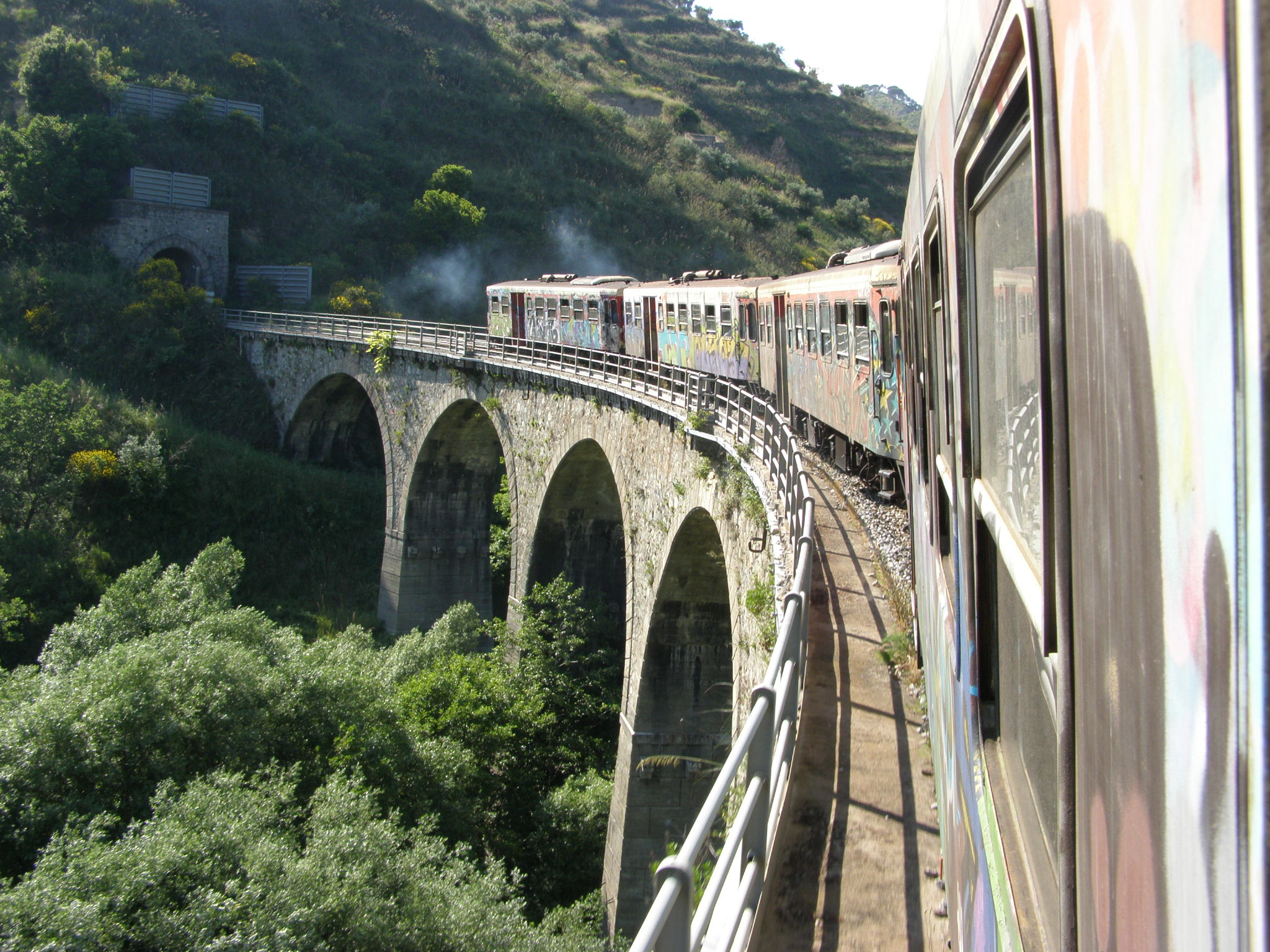
Fiumarella-Viadukt

Bei dem Eisenbahnunfall auf dem Fiumarella-Viadukt entgleiste am 23. Dezember 1961 nördlich von Catanzaro in Kalabrien ein Eisenbahnfahrzeug auf einer Brücke und stürzte in die Tiefe. 71 Tote und 28 Verletzte waren die Folge. Dies war einer der schwersten Unfälle in der Geschichte der Eisenbahn in Italien.

## Ausgangslage
Der Unfall ereignete sich auf der 40 Meter hohen Brücke über die Fiumarella im Zuge der schmalspurigen Bahnstrecke Cosenza–Catanzaro der Ferrovie Calabro Lucane (heute: Ferrovie della Calabria).
Der betroffene Zug kam am frühen Morgen von Soveria Mannelli und war nach Catanzaro unterwegs. Es war ein Dieseltriebwagen von Breda mit der Betriebsnummer M2.123 und einem Beiwagen der gleichen Firma mit der Nr. RA 1006. Die beiden Fahrzeuge waren mit einer Mittelpufferkupplung verbunden, wie sie ähnlich bei Straßenbahnen verwendet wurde.

## Unfallhergang
Als der Zug das Fiumarella-Viadukt, etwa zwei Kilometer nördlich des Bahnhofs Catanzaro Città, überquerte, entgleiste der Beiwagen, die Kupplung riss und das Fahrzeug stürzte 40 Meter in die Tiefe. In dem Fahrzeug befanden sich 99 Reisende, viele davon Schüler. 71 Reisende kamen ums Leben, die übrigen 28 wurden verletzt, zum Teil schwer.
Die Untersuchung ergab, dass der Waggon zuerst entgleiste und danach die Kupplung riss. Die Entgleisung war Folge einer überhöhten Geschwindigkeit. Wegen des schlechten Zustands der Infrastruktur war auf dem Viadukt eine Begrenzung auf 35 km/h angeordnet. Der Lokführer beachtete die Begrenzung nicht und fuhr mit Tempo 63 km/h. Fünf Jahre nach dem Unfall wurde er zu einer Haftstrafe von 10 Jahren verurteilt.

## Folgen
Nach heftigen Diskussionen und genau zwei Jahre nach dem Unfall entzog der italienische Gesetzgeber dem Betreiber der Bahn die Betriebsrechte und setzte als Staatskommissar („Gestione commissariale governativa di aziende di trasporto“) die Ferrovie Calabro Lucane ein.
Der Verkehr auf der Strecke zwischen Catanzaro und Soveria Mannelli blieb mehrere Jahre lang unterbrochen und wurde im Schienenersatzverkehr betrieben.
In Decollatura, einem Ort an der Bahnstrecke, aus dem viele der Verunglückten stammten, wurde ein Denkmal für die Opfer des Unfalls errichtet.